# Ronde van Frankrijk 2006/Elfde etappe
De elfde etappe van de Ronde van Frankrijk 2006 werd verreden op 13 juli 2006 tussen Tarbes en Val d'Aran - Pla-de-Beret.

## Verloop
De eerste bergetappe doet een aantal zware cols aan, zoals de Tourmalet en de Peyresourde. De finish ligt in het Spaanse Pla-de-Beret, op de Puerto de Beret. Iban Mayo, de revelatie uit de Tour van 2003 geeft er al na de Tourmalet de brui aan. Ondertussen is een groepje vluchters met daarbij Juan Antonio Flecha, Fabian Wegmann en David de la Fuente weggereden. Terwijl in het peloton Michael Boogerd zijn ploegmaat Michael Rasmussen helpt aan de resterende puntjes voor het bergklassement op elke beklimming, loopt de voorsprong steeds verder op. Thomas Voeckler probeert de sprong te maken, maar strandt in het zicht van de haven. De kopgroep is intussen verbrokkeld en De la Fuente rijdt verrassend sterk en rijdt op een gegeven moment zelfs weg van Wegmann, winnaar van het bergklassement in de Ronde van Italië 2004.
Het peloton is inmiddels ook sterk uitgedund en met een groep van rond de 30 man begint het 'peloton' aan een vlak stuk voor de slotklim. De Rabobank ploeg is goed vertegenwoordig in Michael Rasmussen zet zichzelf op kop, waardoor er geen achtervolgers terug kunnen komen. Op de slotklim laat Michael Boogerd vervolgens zien in welke vorm hij verkeert. Veel grote namen moeten lossen bij het tempo van de Nederlander, die uiteindelijk nog 6e wordt. Uiteindelijk blijven er drie renners over; Denis Mensjov, Levi Leipheimer en Floyd Landis. Menchov wint de sprint en pakt daarmee zijn eerste etappezege.
Proloog ·
1e etappe ·
2e etappe ·
3e etappe ·
4e etappe ·
5e etappe ·
6e etappe ·
7e etappe ·
8e etappe ·
9e etappe ·
10e etappe ·
11e etappe ·
12e etappe ·
13e etappe ·
14e etappe ·
15e etappe ·
16e etappe ·
17e etappe ·
18e etappe ·
19e etappe ·
20e etappe
Startlijst · Eindstanden · Afbeeldingen